# Chama (Nuovo Messico)
Chama è un villaggio degli Stati Uniti d'America, situato nello stato del Nuovo Messico, nella contea di Rio Arriba.